# Stazione di Melfi
La stazione di Melfi è una delle stazioni ferroviarie a servizio della città di Melfi. La stazione è ubicata lungo la ferrovia Foggia - Potenza.

## Strutture e impianti
La stazione dispone di un fabbricato viaggiatori, che ospita, la sala d'attesa, la biglietteria automatica e il bar.
È dotata di due binari passanti, più un binario tronco in direzione Potenza utilizzati per il servizio viaggiatori.

## Movimento
La stazione è servita da treni regionali operati da Trenitalia.

## Servizi
La stazione dispone di:
- Biglietteria automatica
- Bar

### Interscambi
- Fermata autobus